# Lopp (Einheit)
Der Lopp, auch Lop oder Loft, war ein deutsches Stückmaß für Garn-Stränge im Herzogtum Braunschweig und Königreich Hannover. Das Maß gehörte zu den an das metrische System angepassten Maßen, bestätigt beispielsweise im Herzogtum Braunschweig am 30. März 1837. Man unterschied dort in Kauflopp und Werklopp. 
Beim Aufwinden des Garns auf die Zählhaspel wurde nacheinander jeweils eine regional unterschiedliche Anzahl sogenannter Faden zu einem Gebinde verschnürt oder abgebunden (daher der Name „Gebinde“). Eine bestimmte Menge Gebinde bildete schließlich den fertigen Garnstrang (Lopp).  Ein Faden wurde durch eine volle Umdrehung einer Haspel abgemessen. Die Fadenlänge war daher vom Umfang der Haspel abhängig, der wiederum auch vom Material des zu messenden Garnes bestimmt wurde.

## Braunschweig
- 1 Ellen (braunschw.) = 2 Fuß = 253 Pariser Linien = 0,57072 Meter
- 1 Haspelfaden = 3 ¾ Ellen (braunschw.)[1] = 2,1402 Meter

### Kauflopp
- 1 Gebind = 90 Faden
- 1 Kauflopp = 10 Gebind = 900 Haspelfaden = 3375 Ellen

### Werklopp
- 1 Gebind = 100 Faden
- 1 Werklopp (Hausgarn) = 1000 Gebind = 3750 Ellen
- 1 Bund Garn = 20 Lopp[2]

Eine ältere Bezeichnung in dieser Region für Lopp war Läpf.

## Hannover
- 1 Haspelfaden = 3 ¾ Ellen (hannov.) = 2,1907 Meter[4]

Im Königreich Hannover und an verschiedenen Orten hatte 1 Gebind oft nur 82–87 Faden.

## Andere Bezeichnungen für das Maß von Strängen
- Écheveau
- Geschleif
- Hank
- Roof
- Schneller
- Toll
- Zaspel